# HC Bräunlingen
Der Hockey Club Bräunlingen e. V. wurde 2002 in Bräunlingen ins Leben gerufen. Gegründet wurde der Inline-Skaterhockey-Verein hauptsächlich von einigen Spielern der Hotdogs Bräunlingen. Zu dieser Zeit bildeten sich dann noch weitere Mannschaften der verschiedenen Altersklassen, sowie eine Frauenmannschaft.
In der Saison 2011 spielen die Hotdogs, wie sich die erste Herrenmannschaft nennt, in der 2. Bundesliga-Süd der Inline-Skaterhockey Liga Deutschland.

## Mannschaften
- Anacondas (Schüler)
- Barracudas (Jugend)
- Hotdogs (Herren)
- Crash Cats (Frauen)
- Graue Panther (Alte Herren)

## Geschichte
1996 entstand aus einer Gruppe von zwölf- dreizehnjährigen Jugendlichen eine Spielgemeinschaft, die Spaß an der Sportart Inlinehockey gefunden hat. Die Mannschaft nannte sich zunächst „Lions“, später taufte sie sich um in den heute noch gültigen Namen „Hotdogs Bräunlingen“. Sie spielten auf asphaltierten Höfen ortsansässiger Firmen und nahmen an Turnieren teil.
Anfang 1998 erkannten die damals noch Jugendlichen, dass sie sich einer Dachorganisation untergliedern sollten und traten beim örtlichen Turn- und Sportverein Abteilung Skiklub ein. Als der Verein 2000 von der Gemeinde einen Inlinehockeyplatz zugesprochen bekam, erfuhr er einen Zustrom von Jugendlichen und Erwachsenen, die sich dem Verein anschließen wollten. Innerhalb des TuS-Bräunlingen blieben die Inlinehockeyspieler dann bis Ende 2001. Seit Mai 2002 ist die Inlinehockeyfraktion ein eingetragener Verein.
Gute Platzierungen und Siege folgten und es bildete sich eine Nachwuchsmannschaft, die Barracudas: Diese nahm 2000 an den Deutschen Meisterschaften der U18-Mannschaften in Goch (7. Platz) und 2001 teil, als sie unerwartet den 2. Platz belegten.
Der neu errichtete Inlinehockeyplatz ermöglicht geregeltes und professionelles Training und einen geregelten Spielbetrieb, was zum personellen und leistungsmäßigen Wachstum des Vereins beitrug. Inlinehockey gilt in Bräunlingen inzwischen als eine der erfolgreichsten Mannschaftssportarten. Anfang 2004 gliederte sich der Verein dem Sportverband ISHD an und begann seine erste professionelle Saison in der Regionalliga Süd-West A Deutschland. Die Hotdogs gewannen alle Rundenspiele, sowie Aufstiegsspiele und stiegen ungeschlagen in die zweite Bundesliga auf und 2006 in die erste Liga.

## Hotdogs Bräunlingen
Die Hotdogs bilden die erste Mannschaft des Hockey Club Bräunlingen e. V. Gegründet wurde die Mannschaft 1996 von Martin Apperger, Martin Lange und Peter Müller.

### ISHD-Laufbahn
- 2004 Regionalliga Süd-West (Direkter Aufstieg als Regionalligameister)
- 2005 2. Bundesliga-Süd (Direkter Aufstieg als Zweitligameister)
- 2006 1. Bundesliga-Süd (6. Platz)
- 2007 1. Bundesliga-Süd (8. Platz und Klassenerhalt durch Relegationsspiele gegen die Maidy Dogs aus Ahaus)
- 2008 1. Bundesliga-Süd (8. Platz und Abstieg durch Relegationsspiele gegen Iserlohn und Lüneburg)
- 2009 2. Bundesliga-Süd
- 2010 1. Bundesliga-Süd
- 2011 2. Bundesliga-Süd
- 2012 2. Bundesliga-Süd (Abstieg in die Regionalliga Süd-West)
- 2013 Regionalliga Süd-West
- 2014 Regionalliga Süd-West
- 2015 Regionalliga Süd-West
- 2016 Regionalliga Süd-West